# 曜越科技
曜越科技（Thermaltake，或常簡寫為Tt）是一家成立於1999年的台灣的電腦硬體生產商，主要生產電腦用散熱器、機殼、電源供應器與及其他電腦周邊裝置。

## 歷史
曜越科技成立於1999年11月。目前曜越主要的生產基地位於中國的廣東省東莞市橫瀝鎮，並在美國、荷蘭、德國、中國、日本、澳洲等地設有分公司。
曜越科技在初創時主要的產品為中央處理器與圖形處理器散熱片（連或不連風扇）及一般機殼散熱設備，該公司大部分的產品都多少與散熱功能相關，因此才會以「Thermaltake」作為英文品牌名稱。所有產品以品質、效能及可靠度為先作為賣點，即公司口號「關鍵三精神」（Key 3 Spirit）。
2000年，曜越科技製造出世界上首款渦輪式散熱風扇“Golden Orb”，供Intel的奔騰處理器使用。
基於公司迅速的商業擴張，曜越科技2001年於中國大陸投資建廠以大幅增加產能。
2002年，獲得ISO 9001質量認證。
2004年，發布了世界上首款CPU專用的液冷散熱系統。
2006年6月，完成海外分公司的機構重組，以更好地適應IT市場的迅速發展。
2007年12月12日，在台灣的店頭市場掛牌發行股票。
2009年，曜越科技發布高端品牌「LUXA2」，定位是高端消費人群/高端DIY玩家，包括HTPC、麥金塔電腦之配件等。
2010年，為了配合以副品牌「Tt eSPORTS」進入遊戲用電腦（Gaming PC）市場，曜越科技也成立、贊助包括曜越太陽神等的職業電子競技隊伍。
2011年1月，曜越科技總部搬遷至台北市內湖科技園區。

## 主要產品

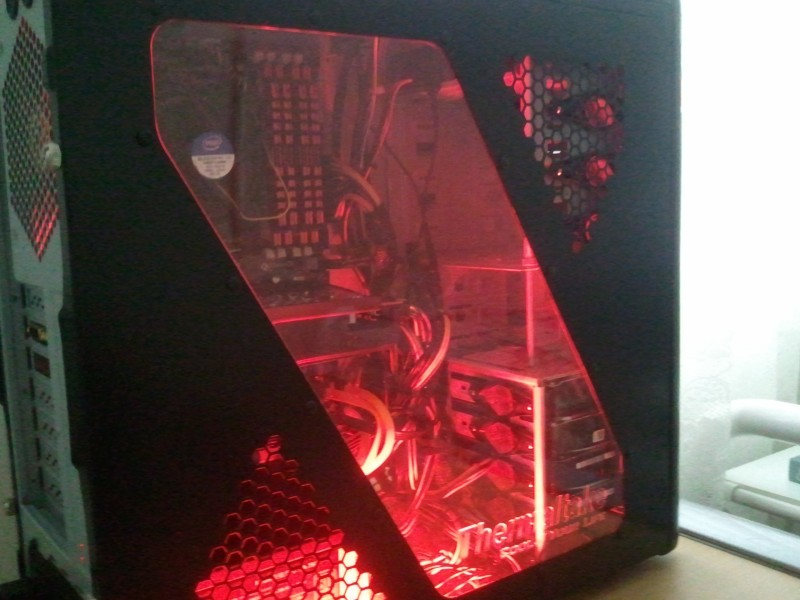
Thermaltake V9 電腦機殼

一直以來曜越科技主要生產電腦機殼、電源供應器、電腦硬體冷卻設備（包括散熱片、散熱風扇、液冷散熱裝置乃至散熱模組等）、硬碟固定槽等電腦周邊設備。2010年後，除了上述的產品之外，還生產鍵盤、滑鼠等電腦配件產品。

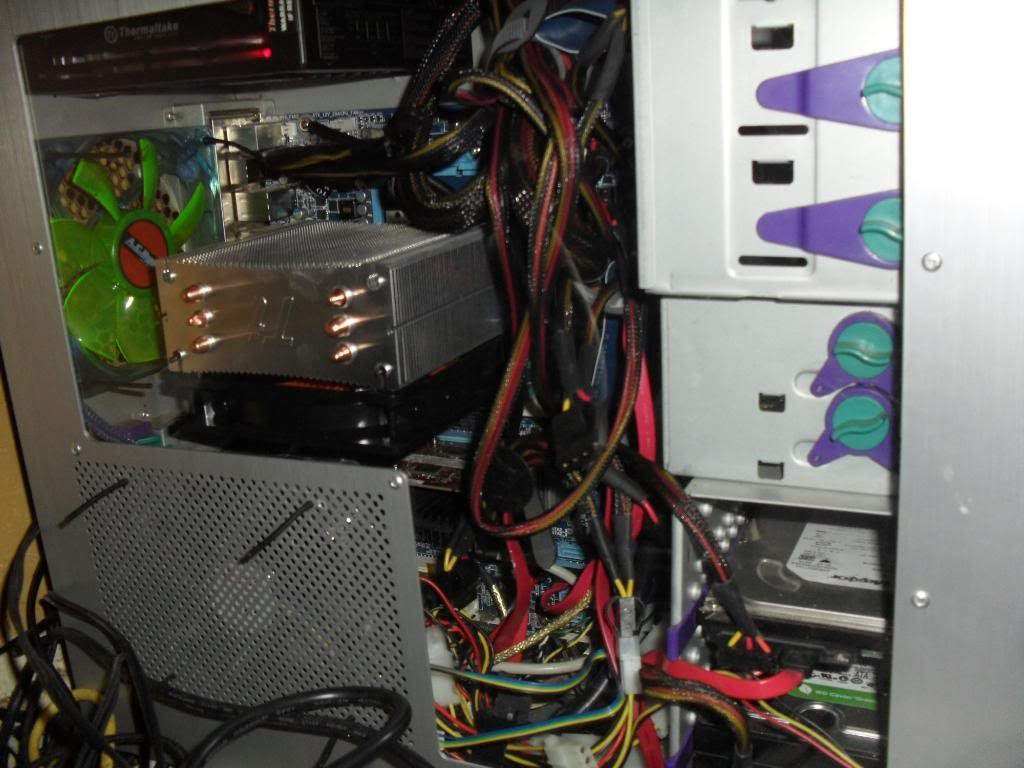
Thermaltake W0307 EVO Blue 650W PSU & Thermaltake CL-P0568 Heatstick

雖然一些曜越科技的電腦機殼重量較高，但於電腦狂熱者及LAN party玩家中仍然受歡迎。其中一些著名的直立式機殼有Xpressar系列、Xaser系列、Armor系列、Kandalf系列、Wing系列、Spedo、Tsunami等，橫躺式機殼有Bach、Mozart系列以及LUXA2品牌的產品。該公司大部分機殼並不連電源供應器發售，但曜越科技亦獨立售賣電源供應器產品（ToughPower、PurePower等）。曜越科技也曾推出了一系列安裝於5.25吋硬碟固定槽的電腦周邊，包括HardCano、Media LAB、Xpeaker等。

## 外部連結
- 曜越科技官方網站 （页面存档备份，存于）http://www.thermaltake.com.cn/ （页面存档备份，存于）http://www.thermaltake.com.tw/ （页面存档备份，存于）

- 曜越科技品牌Tt eSPORTS官方網站 （页面存档备份，存于）（繁體中文）
- Tt Premium曜越水冷專家 （页面存档备份，存于）（繁體中文）
- 曜越太陽神官方網站（繁體中文）
- 曜越科技LUXA2品牌官方網站 （页面存档备份，存于）（繁體中文）